# Nomi di Dio nella Bibbia
Per nomi di Dio nella Bibbia si intendono i vari appellativi ed espressioni utilizzati nella Bibbia e nella tradizione ebraica per riferirsi a Dio.

## Elenco dei nomi di Dio
Il tetragramma (in ebraico יהוה) è uno dei casi più tipici di qere-ketiv, cioè di differenza fra pronuncia e forma scritta. Questo è considerato nella Bibbia ebraica come il nome proprio di Dio. È formato da quattro consonanti e perciò la sua corretta pronuncia non è evidente. La maggior parte delle confessioni cristiane lo legge come "Jahvè". I Testimoni di Geova e altre correnti cristiane leggono: "Geova", in quanto forma ampiamente riconosciuta come traslitterazione dall'ebraico all'italiano, o come viene riportato nel vocabolario italiano Treccani: "Adattamento fonetico e grafico di Iehova (o Iehovah o Iehouah), forma molto diffusa nella cultura italiana ed europea, a partire dal 16° sec., del nome del dio ebraico, Yĕhōwāh, lettura vocalizzata del tetragramma Yhwh la cui esatta lettura dovrebbe invece essere Yahweh".
Invocazioni di Dio mediante particelle pronominali: Hu Lui stesso; Atta Tu; Anokì Me; Ani Io; Hineni Eccomi.
- Adonai significa "Signore mio" (letteralmente "Signore di me"). Spesso associato a questo vi è Sabaoth: Signore delle schiere o Signore degli eserciti. Nella traduzione italiana del Sanctus il Sabaoth è stato tradotto con Dio dell'universo.[4]
- Ein Sof significa l'Infinito, l'illimitata Potenza di Dio.[5]
- Echad significa l'Uno, l'unità del divino.
- El costituisce la particella semantica per il divino, che è inserita in molte parole indicanti il nome di entità spirituali. Da sola significa genericamente "potente". El è il principale Eloah dei Cananei ed è chiamato anche toro o vitello e rappresentato con questi due animali. Il termine è utilizzato anche per indicare il Dio degli ebrei, Yahweh (vedi shadday).[6]
- El Chai significa Dio vivente.
- El da'ot: Dio della conoscenza (Questo nome compare anche in Samuele I).
- El Elyon (in ebraico אל עליון‎?, Ēl ʿElyōn), tradotto nella Bibbia con Altissimo Dio.
- Elohim è la forma plurale di Eloah, ed è probabilmente un residuo della religione politeistica della terra di Canaan ed ereditato dagli ebrei del regno settentrionale di Israele. È usato nell'espressione Elohe Avraham, Elohe Yitzhak, Elohe Ya'akov cioè Dio di Abramo, Dio di Isacco, Dio di Giacobbe. Nei dieci comandamenti, lo yihyeh lecha elohim acherim al panay viene tradotto Non avrai altro Dio all'infuori di me (lett. "innanzi a me"). Secondo Rambam, significa E-l hem, "la Loro potenza", cioè potenza di tutto e tutti, su tutti e tutto. Si constata che questo non è un Nome, ma un attributo del precedente. (Alcuni spesso scrivono Eloh/kim per evitare di scrivere Elohim, evitando di scrivere la forma esatta).[7]
- Eloah è la forma singolare particolare di Elohim. Ci sono connessioni storiche e geografiche di pronuncia e di radice con le parola Allah. Allah è il nome con cui i cristiani di lingua araba ed i musulmani chiamano Dio.
- Yah è un'abbreviazione del Tetragramma.[8]
- Kol significa il Tutto, la pienezza dell'essere.
- Shadday è stato un nome attribuito al dio dell'Antico Testamento nell'epoca patriarcale[9]. Il termine shaddài, quando è collegato alla parola ebraica El (divinità) significa nel suo concetto «il potente che nutre, soddisfa e fornisce», anche se William Albright ed altri attribuiscono alla parola un’origine Assira, cioè šadū (shadu) montagna, steppa, vale a dire «divinità della montagna». Tuttavia, secondo Yehuda Berg e altri, l’origine reale della parola ebraica deriva dal suo intensivo ebraico shadad, che il dizionario Brown-Driver-Briggs definisce con «deal violently with, despoil, devastate, ruin», ovvero affrontare violentemente, saccheggiare, devastare, distruggere.[10][11]. Nella Bibbia di Gerusalemme, nelle note relative al passo di Genesi 17, si afferma che tradurre shadday con onnipotente risulta inesatto e che l'etimo risulta incerto, mentre vengono proposte come traduzioni corrette "Dio della montagna" o meglio ancora "Dio della steppa".[12][13]

Per correttezza e completezza di informazione, occorre precisare che "nomi" come: Potente, Onnipotente, Eterno, Sovrano, Signore, Divino, Eccelso e tutti quelli sopra elencati, in realtà sono titoli e attributi, non nomi propri.

## Gesù Cristo
- Emmanuele: Dio-con-noi, Gesù vivente, risorto dalla morte in croce, apparso fra i discepoli di Emmaus.[14]
- Figlio di Dio e Figlio dell'uomo
- il Messia e Il Maestro, delle profezie (venuto a insegnare per salvare, non a giudicare). Il Messia, dall'ebraico, il Cristo dal greco, equivalgono a: l'Unto in italiano.
- il Cristo di Dio (Luca 9,17-24), e il Santo di Dio (Luca 4,31-37).
- il Santo Re: Re dei Santi e Re dei Re
- l'Agnello di Dio sacrificato per i peccati del genere umano (Giovanni 1,27-37), e il Pantocratore[15]
- La Parola o Verbo di Dio. Indicante il suo ruolo, nella sua vita preumana, di Portavoce di suo Padre, Dio.
- L'Artefice (Proverbi 8:30), termine indicante il suo ruolo di co-creatore, incaricato da Dio di creare (II Giovanni 1:3).

### Imitatio Dei
Imitazione di Dio (latino imitatio Dei) è un concetto religioso secondo il quale l'uomo ricerca la virtù attraverso il tentativo di imitare Dio. Si ritrova in molte religioni ed ha un ruolo essenziale in alcune branche del Cristianesimo (la cristomimesi, come nell'Imitatio Christi di anonimo) e dell'Ebraismo. Per quest'ultimo il concetto di imitatio Dei - generalmente considerato come mitzvah - deriva in parte dalla dottrina teologica di Imago Dei (Immagine di Dio) - fatto ad immagine di Dio (in ebraico צֶלֶם אֱלֹהִים‎?; tzelem Elohim, lett. "immagine di Dio"), che asserisce che gli esseri umani sono creati ad immagine di Dio e hanno quindi un valore inerente al di là delle loro funzioni o utilità.
Il popolo ebraico è ispirato dalla Torah ad acquisire virtù divine, come espresso nella seguente frase, presa da Levitico:
Questo concetto in seguito diventò la base dell'Ebraismo rabbinico. Gli ebrei vengono esortati ad eseguire atti di bontà e amore simili a quelli attribuiti a Dio. Tra gli esempi si annoverano la sepoltura dei morti (come Dio seppellì Mosè), visitare gli infermi (come Dio visitò Abramo) e altre mitzvot di questo genere. Il Talmud dichiara: "Come Egli è misericordioso, così anche tu devi essere misericordioso".